# 天使のTATTOO
『天使のTATTOO』（てんしのタトゥー）は、さいとうちほによる日本の漫画作品。
『週刊少女コミック』（小学館）で1989年6号から17号に連載された。

## あらすじ
背中に天使の翼のような痣を持つ少女・美咲。
美咲が未来に産む予定の子どもは、特異体質の持ち主らしく、その子供の父親になれば、世界を支配できるほどの力を手に入れられる。その父親になるべく、25年後の世界からやって来たキラ。そして、キラの野望を阻止するべく美咲を殺す使命を負い、同じく25年後の世界からやって来たソルジャー・瞬。
生死を賭けた過酷な戦いが始まるが、その中で美咲と瞬は互いに惹かれあってしまう。

## 登場人物
山本 美咲（やまもと みさき）
生まれつき、背中に天使の翼のような痣がある。
キラ
額に悪魔の痣を持つ。25年後の世界からやって来た。再生力に優れ、怪我なども一瞬で治す。
瞬（しゅん）
プールで溺れていた美咲を助けた。25年後の世界からやって来た連合政府の暗殺者であり、戦士（ソルジャー）。ストリートチルドレンだったところを拾われ、ソルジャーとして訓練を受けた。

## 書誌情報
さいとうちほ 『天使のTATTOO』 小学館
- 〈フラワーコミックス〉 全2巻
  1. 1989年7月26日発売、ISBN 4-09-133211-0
  2. 2989年9月26日発売、ISBN 4-09-133212-9
- 〈小学館コミック文庫〉 全1巻
  1. 2007年8月11日発売、ISBN 978-4-09-191529-0